# Аптека на перехресті
«Аптека на перехресті» — радянський художній фільм 1987 року, знятий режисерами Генріхом Маркаряном і Петром Днояном на кіностудії «Вірменфільм».

## Сюжет
Щодня на перехресті вулиць біля невеликої старої аптеки зустрічаються двірник Мушег, аптекар Адамян та сторож Гаспар. Всі вони люди похилого віку, які пройшли війну, під час якої втратили найближчих людей. Але головне, що їх об'єднує — віра в людину, у справедливість та вміння у потрібну хвилину прийти на допомогу.

## У ролях
- Сос Саркісян — Адамян
- Карен Джанібекян — Мушег
- Хачик Асатрян — Гаспар
- Хачик Назаретян — Мансурян
- Алла Туманян — Анна
- Олександр Хачатрян — Мікаел
- Віген Степанян — Санамян
- Тигран Нерсесян — Армен
- Тигран Восканян — Шаген
- Давид Чахмахчян — Меружан
- Григорій Карагезян — Овік
- Жанна Блбулян — мати
- Михайло Габріелян — Вахінак
- Ніна Асрян — Асмік
- Гарегін Чепчян — Варужан
- Левон Шарафян — епізод
- Петро Дноян — епізод
- Міра Хекоян — епізод
- Олександр Оганесян — епізод
- Григорій Месропян — епізод
- С. Хачатрян — епізод

## Знімальна група
- Режисери — Генріх Маркарян, Петро Дноян
- Сценарист — Жирайр Аветісян
- Оператор — Левон Атоянц
- Композитор — Едвард Мірзоян
- Художник — Гагік Бабаян